# Angiosperm Phylogeny Group
Az Angiosperm Phylogeny Group, rövidítve APG, két nemzetközi botanikus csoport együttműködésére utal, akik abból a célból álltak össze, hogy megpróbáljanak olyan konszenzust kialakítani a zárvatermők taxonómiájával kapcsolatban, ami tükrözi a filogenetikus rendszertan új felfedezéseit. 2017-ig négy nagyobb dolgozat született az együttműködésből, az APG I (1998), az APG II (2003), az APG III (2009) és az APG IV (2016), amik főként a korábbi, még nem feltétlenül monofiletikus csoportokon alapuló növényrendszertanok hiányosságait próbálták kiküszöbölni (Cronquist 1981, Thorne 1992 és 2001, Tahtadzsján 1997) a DNS filogenetikus vizsgálata alapján.
Az APG publikációi egyre nagyobb befolyással bírnak, a nagyobb növénytani gyűjtemények jelentős része a legújabb APG-rendszer szerint igyekszik rendezni anyagait.

## A zárvatermők osztályozása és az APG
A múltban elterjedt növényosztályozási rendszereket általában egy-egy botanikus, vagy legfeljebb egy kis csoport állította össze. Nagy számú ilyen rendszer létezett, az egyes országokban különböző rendszereket és azok különböző változatait preferálták. Európa kontinentális területein elterjedt volt az Engler-rendszer, Nagy-Britanniában a Kew Gardens által is alkalmazott Bentham és Hooker-rendszer, a volt Szovjetunió országaiban és érdekszférájában a Tahtadzsján-rendszer, az USA-ban pedig a Cronquist-rendszer. Magyarországon elterjedt rendszertanok voltak még a Borhidi-, Hortobágyi-, Soó-rendszerek.
A molekuláris genetikai bizonyítékok elérhetősége előtt a zárvatermők (úgy is mint virágos növények, Angiospermae, Anthophyta vagy Magnoliophyta) osztályozása alaktani (főleg a virág alapján) és biokémiai (a növényben található vegyületek) jellemzők alapján történt.
Az 1980-as évektől vált elérhetővé a genetikai bizonyítékok filogenetikai módszerekkel történő elemzése. Az új módszertan a korábbi osztályozások egy részét megerősítette, illetve tisztázta a leszármazási viszonyokat, másokat azonban radikálisan felborított. A genetikai bizonyítékok a rendszertani tudás olyan gyors növekedését hozták el, ami számos változtatáshoz vezetett, a stabilitást „durván összetörve”. A stabilitás hiánya problémát okozott az osztályozási rendszerek felhasználói számára, az enciklopédistákat is beleértve. A lökést egy 1993-ban megjelent nagyobb molekuláris genetikai cikk adta, ami 5000 zárvatermő egy fotoszintézisgénjén (az rbcL-en) alapult. A tanulmány nem kevés meglepő eredményt hozott a növénycsoportosítások közötti kapcsolatok terén, például nem támogatta a kétszikűek egységes csoportként kezelését. Kezdetben sokan vonakodtak attól, hogy egyetlen gén alapján új osztályozást alakítsanak ki. A további kutatások azonban alátámasztották az 1993-as cikk eredményeit. A kutatások nagyon nagy számú tudós közötti, példátlan együttműködés eredményei voltak. Ezért a résztvevők neveinek felsorolása helyett úgy döntöttek, hogy az osztályozásnak az Angiosperm Phylogeny Group classification, avagy APG nevet adják. Az új név alatti első publikáció 1998-ban jelent meg, jelentős médiafigyelem mellett. A cél az volt, hogy széles körűen elfogadott és stabil referenciapontot alkossanak a zárvatermők osztályozásához.
A molekuláris biológiai bizonyítékok elsősorban két kloroplasztisz- és egy riboszomális gén multigénes vizsgálatán alapulnak. Azért a sejtszervecskék prokarióta eredetű DNS-ét vizsgálták, mert azok változásának mértéke jelentősen eltér a normál sejtmag-DNS-étől.
Bármely osztályozásra igaz, hogy a kutatások adott színvonalán, adott időpillanatban egy konkrét nézőpontot képvisel. Ezért az APG rendszereinek megjelenése után is folytatódik a független kutatók, köztük akár az APG tagjai növény-rendszertani munkáinak megjelentetése. Az osztályozások változnak, bármilyen kellemetlen is ez a felhasználók számára. Az APG publikációit azonban egyre szélesebb körben ismerik el fontos referenciapontnak; íme néhány példa az APG befolyására:
- Számos nagyobb növénytani gyűjtemény, köztük a Kew is az APG-vel összhangban változtat a gyűjteményeinek rendjén.[5]
- A szintén Kew-tólé származó, befolyásos World Checklist of Selected Plant Families frissítésre kerül az APG III rendszerre.[6]
- Az USA-ban 2006-ban az USA és Kanada fényképes növényszemléjét az APG II-rendszer szerint rendezték.[7]
- 2010-ben a Brit-Szigetek normál növényzetét taglaló mű (Stace tollából) már az APG III-on alapul. A korábbi kiadások a Cronquist-rendszert használták.[8]

## Az APG-rendszer alapelvei
Az APG osztályozási alapelvei már az 1998-as első kiadásban megmutatkoztak, és a következő javításokban is változatlanok maradtak. Ezek röviden a következők:
- A Linné-féle rendekre és családokra osztást meg kell tartani. „A család központi szerepet játszik a zárvatermő-rendszertanban.” Az osztályozásban a családok felsorolása „széles körben alkalmazható referencia, illetve segédeszköz”. A rendek szerepe inkább az oktatásban és a családok közti kapcsolatok tanulmányozásában van.
- A csoportoknak monofiletikusnak kell lenniük (tehát egy közös ős minden leszármazottját tartalmazniuk kell). A korábbi rendszerek elvetésének éppen ez a fő oka, hogy nem rendelkeznek ezzel a tulajdonsággal, nem filogenetikusak..
- Átfogó megközelítést alkalmaznak a csoportok (rendek, családok) határainak megállapításánál. A rendek esetében azt mondják, hogy inkább kevesebb, nagyméretű rendre van szükség. Az egyetlen génuszt tartalmazó családokat és egyetlen családot tartalmazó rendeket lehetőség szerint elkerülik, amennyiben az a monofiletikusság fontosabb követelményének meg nem sértése mellett lehetséges.
- A rendek és családok szintje fölött, illetve azzal párhuzamosan a kládokat szabadabban használják. Néhány klád később formális nevet is kapott a 2009-es APG-revízió kapcsán.[9] A szerzők szerint „nem lehetséges és nem is kívánatos” minden kládot elnevezni a leszármazási fában; a taxonómiai szakembereknek azonban néhány klád (különösen a rendek és családok) nevében meg kell egyezniük ahhoz, hogy hatékonyan vitázhassanak, kommunikálhassanak.

A filogenetikus nevezéktan részletes leírását lásd itt: Cantino et al. (2007).)

## APG I.
Az APG első publikációja fontos változást jelölt a zárvatermők osztályozásának menetében: az addigi rendszerek általában egy vagy két tudós véleményét tükrözték, míg az APG I 29 botanikus szakember közös munkájának gyümölcse. Így aztán a zárvatermők lett az élőlények első nagy csoportja, amit szisztematikusan újraosztályoztak csaknem kizárólag a molekuláris szintű tulajdonságok alapján.
A zárvatermők (úgy is mint Angiosperms, Angiospermae, Anthophyta, Magnoliophyta) azok közé a csoportok közé tartozik, melyek osztályozását a legmélyebben érintették a napvilágra került molekuláris adatok. A széles körben elterjedt, Arthur Cronquist amerikai botanikus által 1981-ben publikált Cronquist-rendszer felosztását egyre inkább megkérdőjelezték az 1990-es évek folyamán. Kb. 1990 óta állnak rendelkezésre molekuláris adatok, amiket kladisztikus módszerekkel feldolgozva néhány rendszertani kapcsolat most már tisztábban látszik, míg másokat radikálisan át kellett gondolni. Ezek a módszerek lehetővé tették a rendszertan filogenetikus ideához való közelítését, tehát hogy a növények osztályozása lehetőleg a leszármazást kövesse.
A hirtelen megnövekedő tudásmennyiség számos változtatási javaslathoz vezetett az osztályozásban, ami a rendszertanok felhasználói körében (az enciklopédiák, lexikonok szerkesztőit beleértve) problémákat okozott. Azzal, hogy a világ minden tájáról összehozta a rangosabb kutatóintézetek kutatóit, és a közös publikációval az Angiosperm Phylogeny Group azt célozta, hogy létrejöjjön egy biztos hivatkozási alap, az APG-rendszer (1998). A rendszer főként a magasabb rendszertani szintekkel foglalkozik, mivel tudásunk még elég korlátozott, és a biztos osztályozás egyelőre nem minden esetben lehetséges.
Maga a rendszer két kloroplasztisz- és egy riboszomális génen alapul. Az, hogy a sejtszervecskék (organellumok) génjeit választották, nem véletlen; az állatrendszertanban hasonló módon mitokondriális géneket vizsgálnak. A sejtszervecskék genomja elkülönül a sejtmag genomjától, a kloroplasztiszok és a mitokondriumok is saját DNS-sel rendelkeznek (valójában prokarióta DNS-sel). Ez a DNS időben jóval kevésbé változik, mint a sejtmag DNS-e (a régészetben „mitokondriális órának” is nevezik).

## APG II.
Az első APG-rendszert 1998-ban publikálták, ezt 2003-ban váltotta fel a javított kiadás (APG, 2003), ami APG II 2003 vagy egyszerűen APG II néven ismeretes.
Az új rendszer fontosabb újításai:
- Nem használ formális tudományos neveket a rend szintje felett, hanem csak nevesített kládokat, mint például eudicots (valódi kétszikűek), monocots (egyszikűek) és rosids.
- Elhelyez sok olyan taxont, amelyek besorolása eddig bizonytalan volt.
- Egyes csoportokhoz alternatív osztályozásokat kínál fel, ahol például néhány családot külön is lehet kezelni, vagy össze lehet vonni őket egyetlen nagyobb családba. Az APG II ezeket „bracketed” (kb. „egy kalap alá vett” vagy egybesorolt) taxonoknak nevezi.

Ezeket az egybesorolt taxonokat azért vezették be, hogy segítsenek megbirkózni a régebbi, morfológiai alapú rendszertanokból az újabb, molekuláris alapú rendszerekre való átmenettel; hiszen a folyamat során számos, elég kisméretű taxon keletkezett, például monogenerikus (egyetlen nemzetséget tartalmazó) családok, amik kényelmetlenek a rendszer használói számára. Ahogy az APG szerzői írják (402. oldal): „Általában adunk a specialisták véleményére… de felismertük azt is, hogy a specialisták szinte mindig a csoportok szétválasztását helyeslik…”.
A független kutatók, köztük az APG tagjai, továbbra is nyilvánosságra fogják hozni a saját eredményeiket a zárvatermők taxonómiájával kapcsolatban, és persze egyetlen osztályozási rendszer sem tekinthető véglegesnek; hiszen ez egy adott időpillanatban elterjedt nézetet tükröz, a kutatások pillanatnyi állásától függően. Ennek ellenére az APG publikációit egyre inkább mértékadó referenciapontoknak, afféle zsinórmértéknek tekintik.
Az APG II 2003-at „összeállították: Birgitta Bremer, Kåre Bremer, Mark W. Chase, James L. Reveal, Douglas E. Soltis, Pamela S. Soltis és Peter F. Stevens, akik egyforma felelősséggel bírtak, és ábécésorrendben közöltük a nevüket, a következők hozzájárulásával: Arne A. Anderberg, Michael F. Fay, Peter Goldblatt, Walter S. Judd, Mari Källersjö, Jesper Kårehed, Kathleen A. Kron, Johannes Lundberg, Daniel L. Nickrent, Richard G. Olmstead, Bengt Oxelman, J. Chris Pires, James E. Rodman, Paula J. Rudall, Vincent Savolainen, Kenneth J. Sytsma, Michelle van der Bank, Kenneth Wurdack, Jenny Q.-Y. Xiang és Sue Zmarzty (ábécésorrendben).”
Az APG II rendszer főbb szerzői a következő intézményeket képviselték:
- Svéd Királyi Akadémia
- Uppsalai Egyetem, Svédország
- Királyi Botanikus Kertek, Kew, Egyesült Királyság
- Maryland Egyetem, College Park, USA
- Florida Egyetem, Gainsville, USA
- Missouri Botanikus Kert, USA

A világ számos egyéb intézményéből részt vettek a rendszer összeállításában.

## APG III.
Az APG III-rendszert 2009 októberében publikálta az Angiosperm Phylogeny Group a Botanical Journal of the Linnean Society c. szaklapban, 6½ évvel elődje, az ugyanitt megjelent APG II-rendszer (2003) után. A szaklap ugyanebben a számában megjelent egy az APG III-rendszerrel kompatibilis növényrendszertan, ami az összes szárazföldi növényt magában foglalta. Ez a rendszer a zárvatermőket osztály szintről alosztály szintre fokozza le, Magnoliidae néven.
Sok munkát fektettek a parazita zárvatermők jobb megismerésébe, így alig néhány növénycsalád maradt, amit nem sikerült rendbe sorolni. Az APG III-ban csak 5 taxon (2 apró család és 3 nemzetség) leszármazási fán belüli helyzete bizonytalan. Ez sokkal teljesebbé teszi az osztályozást a korábbiaknál.
Az APG III-rendszer az előző APG-rendszerek mind a 45 rendjét tartalmazza, és 14 új rendet is. A „szögletes zárójeles” alternatívan leválasztható családok használatát megszüntették, mivel népszerűtlennek bizonyultak. Ilyen esetekben általában a szülő család szélesebb értelemben vett leírását választották.

## APG IV.
A negyedik változat kidolgozásakor volt némi vita az alkalmazandó módszertannal kapcsolatban, a konszenzus elérése is nehezebb volt, mint a korábbi iterációkban. Peter Stevens megkérdőjelezte a családok elhatárolásáról szóló viták értelmét a filogenetikai kapcsolatok változásának hiányában.
Az újabb előrelépést hatalmas génbankok segítségével érték el, köztük plasztisz-, mitokondriális és sejtmagi riboszomális eredetű géneket vizsgáltak, többek közt Douglas Soltis és kollégái (2011). A negyedik változatot végül 2016-ban publikálták, egy 2015. szeptemberi, a Kew Gardensben tartott nemzetközi konferenciából, valamint botanikusok és más felhasználók online felméréséből kiindulva. A rendszer főbb körvonalai változatlanok maradtak, de több új rend jelenik meg (Boraginales, Dilleniales, Icacinales, Metteniusiales és Vahliales), néhány új családot is leír (Kewaceae, Macarthuriaceae, Maundiaceae, Mazaceae, Microteaceae, Nyssaceae, Peraceae, Petenaeaceae és Petiveriaceae), néhány, korábban leírt család összevonásra került (az Aristolochiaceae most már tartalmazza a korábbi Lactoridaceae-t és Hydnoraceae-t; a Restionaceae újra magában foglalja az Anarthriaceae-t és a Centrolepidaceae-t; a Buxaceae pedig tartalmazza a Haptanthaceae-t). Nevezéktani okokból az Asphodelaceae családnevet kellett használni a Xanthorrhoeaceae helyett, továbbá a (most már a Vivianiaceae-t is tartalmazó) Francoaceae-t a Melianthaceae helyett. Így az APG rendszer által elismert rendek és családok száma 64-re, illetve 416-ra változik. Bevezettek két új informális, nagyobb kládot, a superrosids és superasterids kládokat, melyek számos rendből állnak, és a rosids, illetve asterids kládok dominálják. Az APG IV is tartalmaz lineáris családleírást (LAPG), amit Haston et al. (2009) vezetett be. Egy külön fájlban Byng et al. elérhetővé tették a családok rendek szerinti ábécérendes listáját is.

## Frissítések
A mind a négy APG-cikk egyik szerzőjeként feltüntetett Peter Stevens üzemelteti az Angiosperm Phylogeny Website (APWeb) honlapot (a Missouri Botanical Garden hostolja), amit 2001 óta rendszeresen frissít az új eredményekkel, és az APG megközelítést követő legújabb zárvatermő-rendszertani kutatások hasznos forrása. A további források között található az Angiosperm Phylogeny Poster és a Flowering Plants Handbook.

## Az APG tagjai

### Egy vagy több cikk „szerzője”
| Név                       | APG I | APG II | APG III | APG IV | Intézményi hovatartozás |
| ------------------------- | ----- | ------ | ------- | ------ | --- |
| Birgitta Bremer           | k     | sz     | sz      |        | Swedish Academy of Sciences |
| Kåre Bremer               | sz    | sz     | sz      |        | Uppsala University; Stockholm University                                                                                              |
| James W. Byng             |       |        |         | sz     | Plant Gateway; University of Aberdeen                                                                                                 |
| Mark W. Chase             | sz    | sz     | sz      | sz     | Royal Botanic Gardens, Kew |
| Maarten J.M. Christenhusz |       |        |         | sz     | Plant Gateway; Royal Botanic Gardens, Kew                                                                                             |
| Michael F. Fay            | k     | k      | sz      | sz     | Royal Botanic Gardens, Kew |
| Walter S. Judd            |       |        |         | sz     | University of Florida |
| David J. Mabberley        |       |        |         | sz     | University of Oxford; Universiteit Leiden; Naturalis Biodiversity Center; Macquarie University; National Herbarium of New South Wales |
| James L. Reveal           |       | sz     | sz      |        | University of Maryland; Cornell University                                                                                            |
| Alexander N. Sennikov     |       |        |         | sz     | Finnish Museum of Natural History; Komarov Botanical Institute                                                                        |
| Douglas E. Soltis         | k     | sz     | sz      | sz     | University of Florida |
| Pamela S. Soltis          | k     | sz     | sz      | sz     | Florida Museum of Natural History |
| Peter F. Stevens          | sz    | sz     | sz      | sz     | Harvard University Herbaria; University of Missouri-St. Louis and Missouri Botanical Garden                                           |

sz = szerzőként listázva; k = közreműködőként listázva

### Egy vagy több cikk „közreműködője”
| Név                   | APG I | APG II | APG III | APG IV |
| --------------------- | ----- | ------ | ------- | ------ |
| Arne A. Anderberg     | k     | k      | k       |        |
| Anders Backlund       | k     |        |         |        |
| Barbara G. Briggs     | k     |        |         | k      |
| Samuel Brockington    |       |        |         | k      |
| Alain Chautems        |       |        |         | k      |
| John C. Clark         |       |        |         | k      |
| John Conran           |       |        |         | k      |
| Peter K. Endress      | k     |        |         |        |
| Peter Goldblatt       | k     | k      |         |        |
| Mats H.G. Gustafson   | k     |        |         |        |
| Elspeth Haston        |       |        |         | k      |
| Sara B. Hoot          | k     |        |         |        |
| Walter S. Judd        | k     | k      |         |        |
| Mari Källersjö        | k     | k      |         |        |
| Jesper Kårehed        |       | k      |         |        |
| Elizabeth A. Kellogg  | k     |        |         |        |
| Kathleen A. Kron      | k     | k      |         |        |
| Donald H. Les         | k     |        |         |        |
| Johannes Lundberg     |       | k      |         |        |
| Michael Moller        |       |        |         | k      |
| Michael J. Moore      |       |        | k       | k      |
| Cynthia M. Morton     | k     |        |         |        |
| Daniel L. Nickrent    | k     | k      |         |        |
| Richard G. Olmstead   | k     | k      | k       | k      |
| Bengt Oxelman         |       | k      |         |        |
| Mathieu Perret        |       |        |         | k      |
| J. Chris Pires        |       | k      |         |        |
| Robert A. Price       | k     |        |         |        |
| Christopher J. Quinn  | k     |        |         |        |
| James E. Rodman       | k     | k      |         |        |
| Paula J. Rudall       | k     | k      | k       |        |
| Vincent Savolainen    | k     | k      |         |        |
| Laurence Skog         |       |        |         | k      |
| James Smith           |       |        |         | k      |
| Kenneth J. Sytsma     | k     | k      | k       |        |
| David C. Tank         |       |        | k       | k      |
| Mats Thulin           | k     |        |         |        |
| Maria Vorontsova      |       |        |         | k      |
| Michelle van der Bank |       | k      |         |        |
| Anton Weber           |       |        |         | k      |
| Kenneth Wurdack       |       | k      | k       |        |
| Jenny Q.-Y. Xiang     |       | k      | k       |        |
| Sue Zmarzty           |       | k      | k       |        |

k = közreműködőként listázva